# Muller Range
Die Muller Range (ehemaliger Name: Müllergebirge) ist eine Bergkette im zentralen Landesinneren der Insel Neuguinea. Die Bergkette liegt in der Hela Province von Papua-Neuguinea und erhielt ihren Namen in der deutschen Kolonialzeit, die das Gebiet im 19. und Anfang des 20. Jahrhunderts zunächst prägte.
Die Bergkette erstreckt sich über eine Länge von etwa 80 Kilometern in Nordwest-Südost-Richtung im zentralen Teil Neuguineas, wobei die Gipfelhöhen Richtung Südosten auf über 3000 m aufsteigen. Einige Berge der Range in Nordwest-Südost-Richtung sind Mount Manlifa (ca. 1244 m), Mount Kaumi (ca. 2422 m) und Mount Bituba (ca. 3314 m).
Im Südosten schließt sich die etwa gleich hohe Karius Range an die Berge an.